# Xã Spring Creek, Quận Saline, Kansas
Xã Spring Creek (tiếng Anh: Spring Creek Township) là một xã thuộc quận Saline, tiểu bang Kansas, Hoa Kỳ. Năm 2010, dân số của xã này là 410 người.